# Nieul
Nieul (okzitanisch: Nuèlh) ist eine französische Gemeinde mit 1.594 Einwohnern (Stand: 1. Januar 2022) im Département Haute-Vienne in der Region Nouvelle-Aquitaine. Sie gehört zum Kanton Couzeix im Arrondissement Limoges. Die Einwohner werden Nieulois genannt.

## Geografie
Nieul liegt etwa zwölf Kilometer nordwestlich von Limoges. Der Fluss Glane durchquert die Gemeinde. Umgeben wird Nieul von den Nachbargemeinden Saint-Jouvent im Norden und Nordosten, Chaptelat im Osten, Couzeix im Süden und Südosten, Saint-Gence im Westen sowie Peyrilhac im Nordwesten.

## Bevölkerungsentwicklung
| Jahr                       | 1962 | 1968 | 1975 | 1982 | 1990 | 1999 | 2006 | 2012 | 2020 |
| Einwohner                  | 924  | 936  | 1001 | 1198 | 1348 | 1350 | 1521 | 1624 | 1629 |
| Quellen: Cassini und INSEE |      |      |      |      |      |      |      |      |      |

## Verkehr
Am Ostrand der Gemeinde verläuft die Route nationale 147.  Die Gemeinde hat einen Bahnhalt an der Bahnstrecke Le Dorat–Limoges-Bénédictins und wird im Regionalverkehr von Zügen des TER Nouvelle-Aquitaine bedient.

## Sehenswürdigkeiten

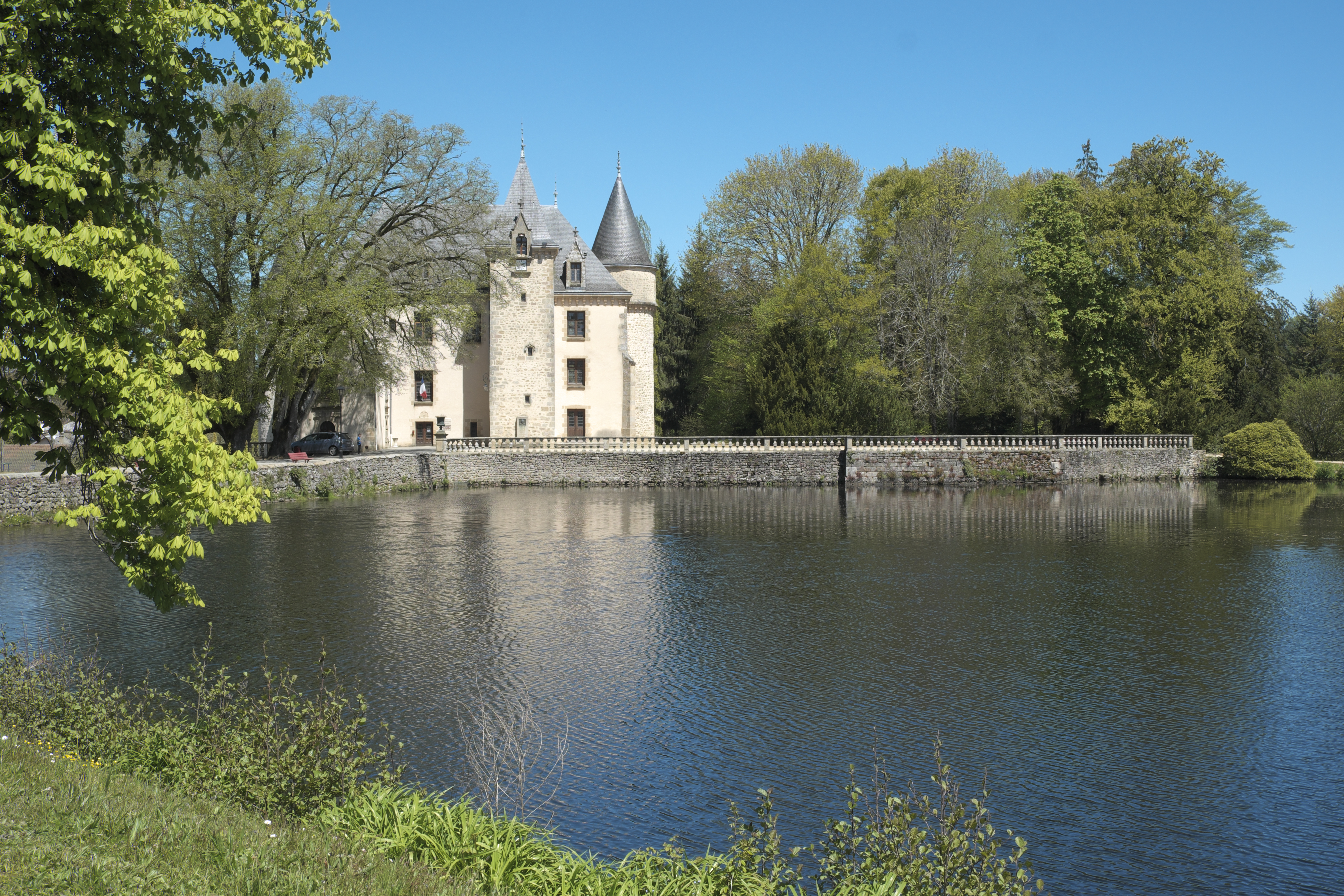
Schloss Nieul mit See und Park
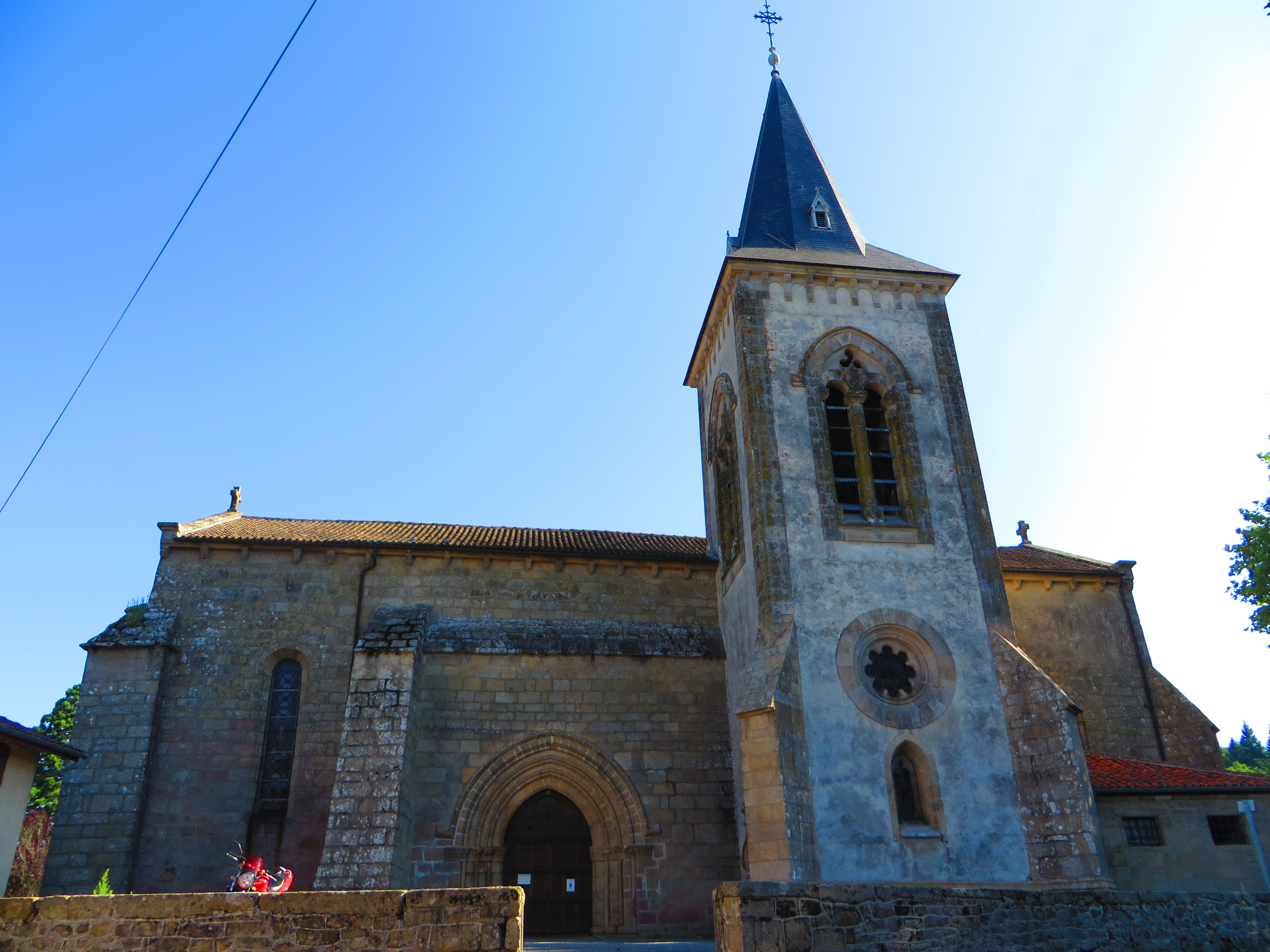
Kirche Mariä Himmelfahrt
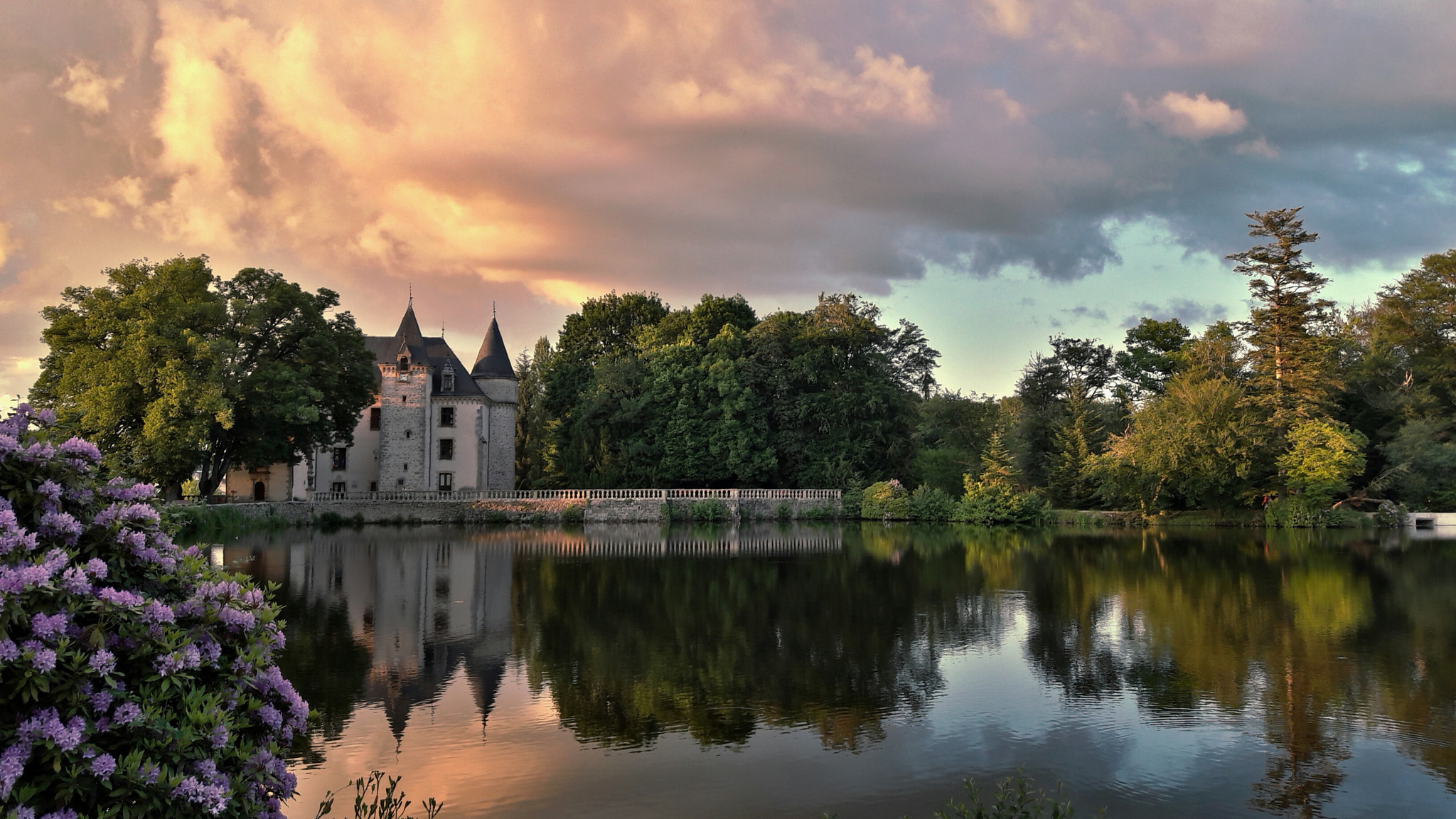
Brücke von Puymaud aus der gallorömischen Zeit  - Schloss Nieul
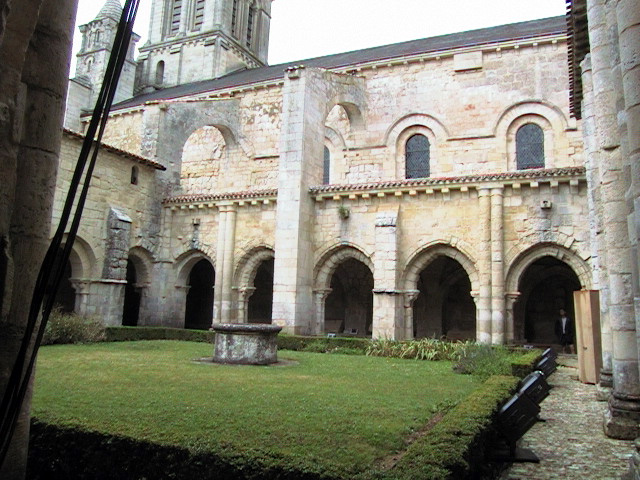
Kloster
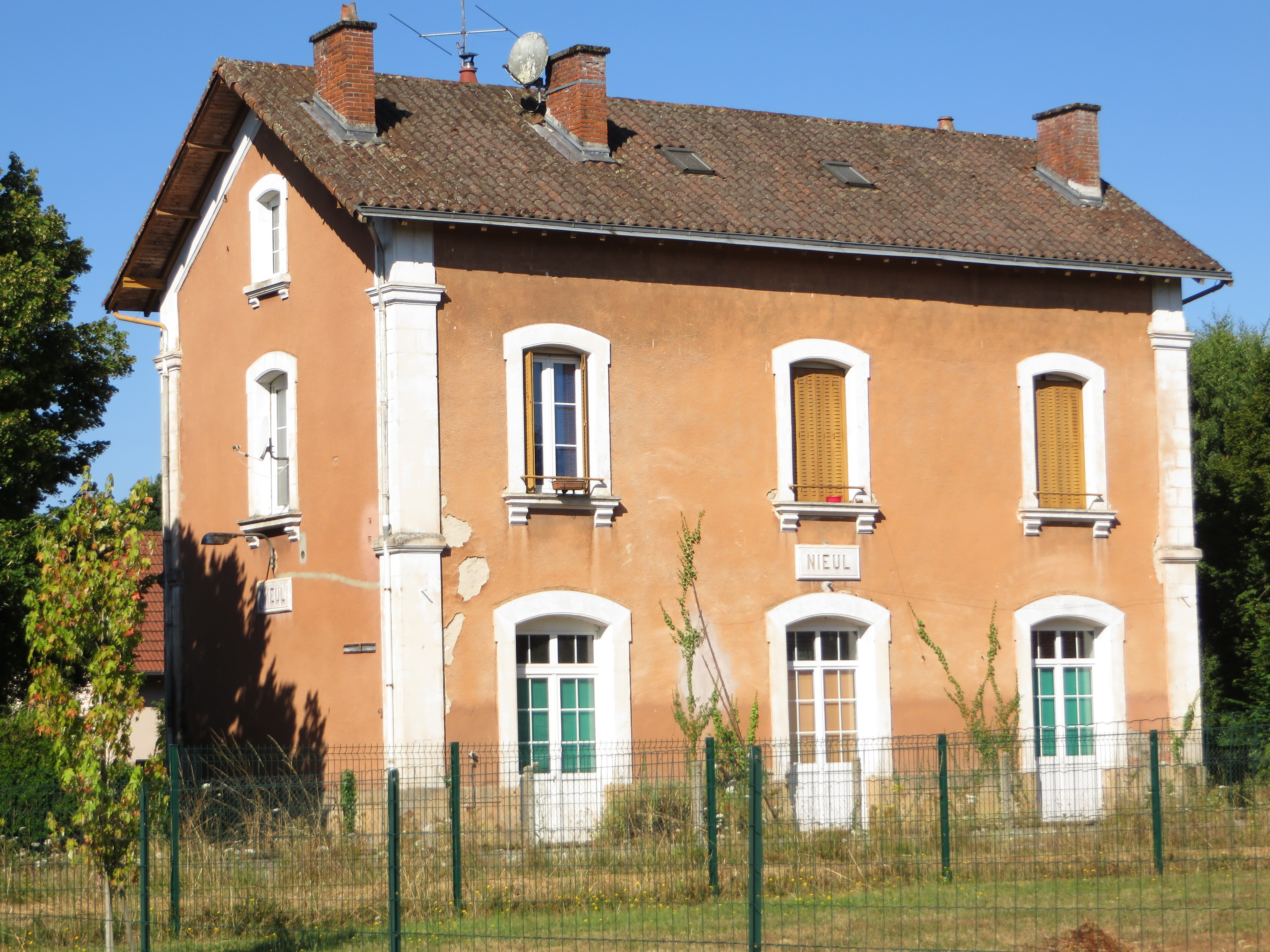
Bahnhof
  - Kirche Mariä Himmelfahrt
  - Schloss Nieul
  - Kloster
  - Bahnhof

## Persönlichkeiten
- Jean Gandois (* 1930), Unternehmer, Präsident des französischen Arbeitgeberverbandes 1994–1997